# Finn Arnestad
Finn Oluf Arnestad Bjærke (Oslo, 23 september 1915 – Oslo, 30 januari 1994) was een Noors violist en componist.

## Loopbaan
Arnestad groeide op in een muzikaal gezin. Het hele gezin maakte thuis muziek, maar hij toonde de meeste interesse in een verdere loopbaan in de muziek. Aan het Conservatorium van Oslo studeerde hij viool, piano en orgel, alsmede compositieleer bij Bjarne Brustad. Deze gaf ook les in orkestratie. Veel verder dan basiskennis kwam het niet, Arnestad zocht zijn eigen weg en beschouwde zichzelf als autodidact. Arnestad ondervond in die hoedanigheid veel invloeden binnen de klassieke muziek van de 20e eeuw. Claude Debussy, Igor Stravinsky, Paul Hindemith en de dodecafonist Fartein Valen lieten sporen na in zijn muziek .
Hij bestudeerde op latere leeftijd volksmuziek. Hij kreeg in 1952 een staatsbeurs voor verdere studie en spendeerde dat aan een studie naar Oosterse en Arabische volksmuziek, tegen de heersende gewoonte in: veel medecomponisten besteedden dat geld aan een cursus bij Nadia Boulanger. In de roerige jaren zestig probeerde hij dodecafonie en seriële muziek, maar hield ook oog voor melodie. Zijn aandacht ging voornamelijk uit naar interference binnen de tonaliteit.

## Persoonlijk
De Noorse violiste Vilde Frang Bjærke (1986), bekend als Vilde Frang, is zijn kleindochter.

## Werken (selectief)
- 1947: Strijkkwartet
- 1952: INRI
- 1959: Sextet (dwarsfluit, klarinet, fagot, altviool, cello en piano)
- 1962: Vioolconcert
- 1962: Aria appasionata
- 1966: Suite op basis van oude dansritmen
- 1971: Sonate voor trombone en piano
- 1971: Blaastrio voor dwarsfluit, klarinet en fagot
- 1975: Arabesque voor orkest
- 1976: Pianoconcert
- 1980: Vioolsonate
- 1980: Sonate voor contrabas solo
- 1985: Pianotrio

- Bibliothèque nationale de France: cb13787058f (data)
- Gemeinsame Normdatei: 108977754X
- International Standard Name Identifier: 0000 0001 1039 7791
- Library of Congress Control Number: n81100695
- Nationale Bibliotheek van Israël: 987007327781405171
- Virtual International Authority File: 13638108
- WorldCat: E39PBJhCBpyjCJwgwrK7kkgFrq